# 무세오역
무세오 (Museo) 역은 이탈리아 나폴리 지하철 1호선의 역이다. 나폴리의 국립고고학박물관 근처에 위치해 있다. 가에 아울렌티가 역 설계를 맡았고 나폴리 아트 스테이션 프로젝트의 일환으로 역내에 예술착품이 설치되어 있다.

## 상세
1999년 가에 아울렌티의 설계에 따라 시공되었으며 2000년에 영업을 개시하였다. 역 외관은 콘크리트, 유리와 강철 등의 소재로 지어졌으며 폼페이 레드로 칠해져 있다. 역 내부에는 국립고고학박물관 소장품의 복제품들, 예컨대 로렌초 데 메디치가 디오메데 카라파에게 전해준 <파르네세의 헤라클레스상>과 <말머리상> 등이 전시되어 있다. 또 2호선 환승통로에는 미모 조디체의 사진작품도 걸려 있다.
무세오 역으로 들어가는 출입구는 총 세 곳으로 하나는 카보우르 광장에, 하나는 스텔라 리오네쪽 광장에, 다른 하나는 박물관 지하에 자리해 있다. 대합실에서 승강장으로는 두 대의 에스컬레이터와 계단, 엘리베이터 두 대로 연결되어 있다. 승강장 구조는 1면 2선의 섬식 승강장이며 승강장 끝자락에는 2호선으로 갈아타는 통로가 뚫려 있다. 또 환승통로 부근에 엘레베이터와 계단이 있으며, 박물관쪽 출입구와 에스컬레이터로 연결되는 곳이 있다.
2002년 3월 27일에는 무세오 역에서 단테 역까지 1호선 연장구간이 개통되었고 그와 동시에 무세오 역은 시종착역에서 일반역으로 전환하였다.

## 시설
이 역에는 다음과 같은 시설이 있다.
- 매표기

## 환승
- 트롤리버스 정류장
- 버스 정류장
- 도시철도 (2호선 피아차카보우르 역)